# Male (mindjim jezik)
Male jezik (koliku; ISO 639-3: mdc), transnovogvinejski jezik skupine madang, kojim govori 970 ljudi (2000 census) na otoku Nova Gvineja, na obali južno od Boma u provinciji Madang, Papua Nova Gvineja.
Srodan je jezicima bongu [bpu] i anjam [boj], i jedan je od četiri jezika podskupine mindjim.

## Poveznice
- Male (omotski jezik), omotski jezik iz Etiopije

## Vanjske poveznice
- Ethnologue (14th)
- Ethnologue (15th)